# Atavista
Atavista è un album in studio del cantante statunitense Childish Gambino pubblicato il 13 maggio 2024 attraverso la RCA Records. Il disco è una ristampa del quarto album in studio di Gambino 3.15.20, del quale è la versione finale, pubblicato a marzo 2020 nonostante non fosse finito e rimosso dalle piattaforme di streaming.

## Antefatti
Nel 2017 Donald Glover ha rivelato durante una performance dal vivo di avere intenzione di ritirare il nome d'arte Childish Gambino, dicendo al pubblico: "Ci vediamo per l'ultimo album di Gambino". Dopo alcune controversie con la Glassnote, Glover ha firmato con la RCA Records nel gennaio del 2018 e a luglio ha pubblicato l'EP Summer Pack, contenente i brani Summertime Magic e Feels Like Summer, il primo dei quali sarebbe dovuto essere il primo singolo estratto dal quarto album in studio di Glover. Nello stesso anno, Glover ha annunciato che il suo This Is America Tour sarebbe stato l'ultimo e ha incluso con l'acquisto dei biglietti del tour la possibilità di ricevere demo esclusive dei suoi brani incompiuti Algorhythm e All Night. Durante il tour si è esibito nei due brani e ha anche mostrato in anteprima nuove tracce che dovevano fare parte del suo prossimo album in studio, tra le quali versioni diverse di Atavista e Human Sacrifice; quest'ultima è stata anche usata per una pubblicità del Google Pixel 3 alla quale Glover ha partecipato e che è stata mostrata durante i Grammy Awards 2019.
Il quarto album in studio di Glover 3.15.20 è stato reso disponibile per il pubblico il 15 marzo 2020 per poi essere pubblicato sui servizi di streaming una settimana dopo. L'album è stato pubblicato durante la quarantena per la pandemia di COVID-19 e appena dopo la morte del padre di Glover; anche a causa di questi motivi, al momento del rilascio il disco non era completamente terminato, ma nonostante ciò ha ricevuto il plauso della critica specializzata.
Il 15 marzo 2024 Glover ha annunciato che avrebbe pubblicato una riedizione di 3.15.20 intitolata Atavista, pubblicandone la tracklist, la quale presentava differenze nei titoli delle tracce e nella sequenze. Un mese dopo Glover, durante una trasmissione radiofonica della sua compagnia di produzione GILGA, ha rivelato che nel 2020 aveva dovuto affrettare la pubblicazione di 3.15.20 a causa di problemi personali e a causa della pandemia, ma che Atavista ne sarebbe stato la versione finale, oltre ad annunciare che più tardi nel 2024 avrebbe pubblicato il suo ultimo album sotto lo pseudonimo Childish Gambino, che sarebbe stato la colonna sonora del suo nuovo film Bando Stone in the New World.

## Tracce
1. Atavista – 3:01 (Donald Glover, Ludwig Göransson)
2. Algorhythm – 3:34 (Donald Glover, Dacoury Natche, Eyobed Getachew, Riley Mackin, Kurtis McKenzie, Ely Rise, Keir Gist, Reneé Neufville, Abdullah Bahr, Leon Ware, Zane Grey)
3. Time (feat. Ariana Grande) – 5:34 (Donald Glover, Dacoury Natche, Ludwig Göransson, Ariana Grande, Chukwudi Hodge, Sarah Aarons, Ely Rise, Jai Paul)
4. Psilocybae (Millennial Love) (feat. 21 Savage, Ink & Khadja Bonet) – 6:32 (Donald Glover, Dacoury Natche, Shéyaa Abraham-Joseph, Atia Boggs, Kadhja Bonet, Chukwudi Hodge, Ely Rise, Kurtis McKenzie)
5. To Be Hunted – 4:14 (Donald Glover, Dacoury Natche, Ludwig Göransson, Chukwudi Hodge, James Francies, Kurtis McKenzie)
6. Sweet Thang (feat. Summer Walker) – 7:05 (Donald Glover, Summer Walker, Dacoury Natche, James Francies, Carlos Muñoz)
7. Little Foot Big Foot (feat. Young Nudy) – 3:46 (Donald Glover, Quantavious Thomas, Dacoury Natche, James Francies, Ely Rise, Sam Sugarman, Irwin Henderson, Curtis Kirk)
8. Why Go to the Party – 0:41 (Donald Glover, Ludwig Göransson, James Francies, Chukwudi Hodge, Riley Mackin)
9. Human Sacrifice – 5:52 (Donald Glover, Dacoury Natche, Ely Rise, Christopher Franke, Edgar Froese, Johannes Schmoelling)
10. The Violence – 6:03 (Donald Glover, Dacoury Natche, Ludwig Göransson, Chukwudi Hodge, Legend Glover)
11. Final Church – 3:46 (Donald Glover, Dacoury Natche, James Francies, Riley Mackin, Ira Nathaniel Smith)

Note
- Algorhythm contiene campionamenti di Hey Mr. D.J. delle Zhané.
- Human Sacrifice contiene campionamenti di Choronzon dei Tangerine Dream.

## Classifiche
| Classifica (2024) | Posizione massima |
| ----------------- | ----------------- |
| Australia         | 61                |
| Belgio (Vallonia) | 72                |
| Canada            | 84                |
| Irlanda           | 74                |
| Lituania          | 98                |
| Nuova Zelanda     | 31                |
| Portogallo        | 72                |
| Stati Uniti       | 62                |
| Svizzera          | 51                |